# Klasa wydzielona w piłce siatkowej kobiet (1955)
Klasa wydzielona w piłce siatkowej kobiet 1955 – 19. edycja rozgrywek o mistrzostwo Polski w piłce siatkowej kobiet.

## Rozgrywki
Tabela
| Lp. | Drużyna            | Pkt | Mecze | Mecze | Mecze | Sety | Sety | Sety  |
| Lp. | Drużyna            | Pkt | M     | W     | P     | wyg. | prz. | ratio |
| --- | ------------------ | --- | ----- | ----- | ----- | ---- | ---- | ----- |
| 1.  | AZS AWF Warszawa   | 27  | 14    | 13    | 1     | 40   | 6    | 6.667 |
| 2.  | CWKS Warszawa      | 25  | 14    | 11    | 3     | 37   | 10   | 3.700 |
| 3.  | Wisła Kraków       | 25  | 14    | 11    | 3     | 36   | 11   | 3.273 |
| 4.  | Gedania Gdańsk     | 22  | 14    | 8     | 6     | 24   | 26   | 0.923 |
| 5.  | Sparta Warszawa    | 20  | 14    | 6     | 8     | 19   | 28   | 0.679 |
| 6.  | Unia Łódź          | 18  | 14    | 4     | 10    | 18   | 32   | 0.563 |
| 7.  | Gwardia Wrocław    | 16  | 14    | 2     | 12    | 9    | 37   | 0.243 |
| 8.  | Budowlani Warszawa | 15  | 14    | 1     | 13    | 7    | 40   | 0.175 |

## Klasyfikacja końcowa
| Miejsce | Drużyna            |
| ------- | ------------------ |
| 1.      | AZS AWF Warszawa   |
| 2.      | CWKS Warszawa      |
| 3.      | Wisła Kraków       |
| 4.      | Gedania Gdańsk     |
| 5.      | Sparta Warszawa    |
| 6.      | Unia Łódź          |
| 7.      | Gwardia Wrocław    |
| 8.      | Budowlani Warszawa |

     spadek do II ligi